# Yuwi-Paree-Toolkoon-Nationalpark
Der Yuwi-Paree-Toolkoon-Nationalpark (englisch Yuwi Paree Toolkoon National Park, früher auch Round-Top-Island-Nationalpark) ist ein 34,1 Hektar großer Nationalpark in Queensland, Australien. Er gehört zum UNESCO-Weltnaturerbe Great Barrier Reef.

## Lage
Der Park besteht aus einer Insel, Round Top Island. Sie liegt neun Kilometer östlich von Mackay. Im Gegensatz zu den 180 Kilometer weiter östlich liegenden Koralleninseln des Great Barrier Reef ist Round Top Island kontinentalen Ursprungs.
In der näheren Umgebung im Korallenmeer liegen die Nationalparks South Cumberland Islands, Northumberland Islands und Broad Sound Islands.

## Flora und Fauna
Die 600 Meter breite und 600 Meter lange Insel ist auf der Südostseite von Grasland bedeckt, auf der Nordwestseite wächst halbimmergrüner Regenwald und Buschwerk. Abgesehen von einem kleinen Kiesstrand im Westen ist die Küste felsig.
Im Meer vor der Insel finden sich kleinere Seegrasfelder.
Auf der Insel sind Weißbauch-Seeadler (Haliaeetus leucogaster), Weißbauch-Schwalbenstar (Artamus leucorynchus) und Kupfernackentaube (Geopelia humeralis) heimisch. Außerdem lebt hier eines der wenigen Wirbeltiere, das sich durch Parthenogenese fortpflanzen kann, der australische Gecko Heteronotia binoei.